# 合卺
合巹酒，汉族传统婚俗之一，源于周代。在新人交拜後飲交杯酒，這裡的「交杯」是指交換杯子，而非「交臂酒」。
卺（jǐn），一种瓠瓜，味苦不可食，俗称苦葫芦，多用来做瓢。
合巹之杯傳統上须用葫芦，葫芦古称蒲芦，谐音「福禄」，其枝茎古称蔓带，谐音「万代」，故蒲芦蔓带谐音为「福禄万代」。葫芦的果实里面有很多种子，所以传统中华文化中葫芦有繁育生育、多子多孙的吉祥寓意，与它的茎叶一起也被称为“子孙万代”。又因為所用的葫蘆是非食用品種的苦葫蘆，以苦葫蘆盛載甘酒，象徵新人同甘共苦。

## 歷史
先秦的《儀禮》中合巹已有記載，最遲自宋以降就于民间广为流行。清代的“合巹”礼始于康熙朝，这也表明清代宫廷接受汉族传统文化婚俗也同受其影响。顺治大婚礼仪中并未见此环节。
此俗亦傳至日本、朝鮮、越南、琉球。

## 概述
新婚夫妇用匏（葫芦）一剖为二，以線将两器（瓢）之柄相连，象征夫妇一体，永不分离。
后世改用杯盏，乃称“交杯酒”。宋代并有行“合巹”礼毕，掷盏于床下，使之一仰一覆，表示男俯女仰、阴阳和谐的习俗，带有明显的性象征的意味。还有通过看掷于地上两个杯的俯仰来看日后夫妇是否和谐。有些占卜的意思，后亦以“合巹”借指成婚。
大富大贵的豪门人家会以昂贵的金、银、玉石所制的葫芦瓢来行合卺礼。部分地区行合卺礼时须在酒中掺蜜，要有人在旁问「甜不甜？」，新娘要答「甜！」，因甜谐音为「添」（即生育）。依大部分地区的婚俗礼仪，行合髻礼时赞礼须同时吟吉语，例如：“合巹杯中百宝帐，万年富禄永成双。今宵同饮交杯酒，恭贺新人百年长。”後來也有些人改用一般杯子，不用葫蘆。